# Hexatoma ussuriensis
Hexatoma ussuriensis là một loài ruồi trong họ Limoniidae. Chúng phân bố ở miền Cổ bắc.